# لارس أنرشتال
لارس أنرشتال (بالألمانية: Lars Unnerstall)؛ مواليد 20 يوليو 1990 في إبنبورن، ألمانيا الغربية، هو لاعب كرة قدم ألماني يلعب لنادي شالكه 04 كحارس مرمى.

## روابط خارجية
- لارس أنرشتال على موقع الاتحاد الأوربي (الإنجليزية)
- لارس أنرشتال على موقع قاعدة بيانات كرة القدم.إي يو (الإنجليزية)
- لارس أنرشتال على موقع بيانات كرة القدم. دي إي (الألمانية)
- لارس أنرشتال على موقع Soccerway.com (الإنجليزية)
- لارس أنرشتال على موقع عالم كرة القدم.نت (الإنجليزية)
- لارس أنرشتال على موقع كووورة
- لارس أنرشتال على موقع AS.com (الإسبانية)